# Ievguénia Augustinas
Ievguénia Serguéievna Augustinas (en rus Евгения Сергеевна Аугустинас), nascuda com Ievguénia Romaniuta (en rus Евгения Романюта) (Tula, 22 de gener de 1988) és una ciclista russa que tant combina el ciclisme en ruta com la pista, però és en aquesta última on ha obtingut més èxits. Ha estat doble medallista als Campionats mundials de Scratch i campiona d'Europa en Òmnium i en Puntuació.

## Palmarès en pista
- 2009
  - Campiona d'Europa en Òmnium Endurance
- 2011
  -  Campiona d'Europa en Puntuació
  -  Campiona de Rússia en Òmnium
  -  Campiona de Rússia en Persecució per equips
- 2013
  -  Campiona de Rússia en Òmnium
- 2014
  -  Campiona d'Europa en Scratch

### Resultats a laCopa del Món
- 2007-2008
  - 1a a Sydney, en Persecució per equips
- 2008-2009
  - 1a a Melbourne, en Puntuació
  - 1a a Pequín, en Scratch
- 2009-2010
  - 1a a la Classificació general i la prova de Melbourne, en Scratch
- 2011-2012
  - 1a a Astanà i Pequín, en Òmnium
- 2016-2017
  - 1a a la Classificació general, en Scratch